# Szlarnik zielonoboczny
Szlarnik zielonoboczny (Zosterops anderssoni) – gatunek małego ptaka z rodziny szlarników (Zosteropidae). Występuje w Afryce Subsaharyjskiej.

## Systematyka
Gatunek ten po raz pierwszy zgodnie z zasadami nazewnictwa binominalnego opisał angielski przyrodnik George Ernest Shelley w 1892 roku na łamach „Bulletin of the British Ornithologists’ Club”. Autor nadał gatunkowi nazwę Zosterops anderssoni, a jako miejsce typowe podał Damaraland.
Jest to jeden z gatunków Zosterops, których taksonomia uległa zmianie w ostatnich latach. Do niedawna uznawany był za podgatunek szlarnika senegalskiego (Zosterops senegalensis anderssoni). Ostatnie badania genetyczne wyraźnie wskazują, że wiele taksonów dotychczas uważanych za podgatunki stanowi odrębne gatunki. Tak też jest w przypadku szlarnika zielonobocznego.
Obecnie wyróżnia się trzy podgatunki Zosterops anderssoni:
- Z. a. anderssoni Shelley, 1892
- Z. a. tongensis Roberts, 1931
- Z. a. stierlingi Reichenow, 1899.

### Etymologia
- Zosterops (Fosterops): gr. ζωστηρ zōstēr, ζωστηρος zōstēros „pas”; ωψ ōps, ωπος ōpos „oko”[10].
- anderssoni: epitet gatunkowy jest eponimem honorującym Karla J. Anderssona (1827–1867) – szwedzkiego podróżnika i badacza Afryki[11].

## Morfologia
Mały ptak o szpiczastym, zakrzywionym, stosunkowo długim dziobie, którego górna część jest w kolorze ciemnego rogu do czarniawego, a część dolna jest nieco jaśniejsza. Nogi i stopy szare lub niebieskoszare. Tęczówki brązowe. Nie występuje dymorfizm płciowy. Wokół oczu charakterystyczne białe obrączki oczne, które od strony dzioba są przerwane czarną plamką. Od dzioba do oczu i pod nimi czarne zabarwienia. Czoło i okolice nad oczami żółte. Górna część głowy, kark i grzbiet zielonożółte. Policzki, gardło i dolne części ciała jasnożółte. Boki bardziej zielonkawe. Ogon brązowy z żółtawymi krawędziami. Skrzydła ciemnobrązowe z zielonkawymi lub żółtozielonymi krawędziami. Spód skrzydeł i wewnętrzne brzegi lotek kremowobiałe. Pokrywy podogonowe żółto-zielone. Młode osobniki przypominają dorosłe, ale mają jaśniejszy spód ciała. Długość ciała 11,5 cm. Masa ciała 6,8–14,1 g.

## Zasięg występowania
Poszczególne podgatunki szlarnika zielonobocznego zamieszkują:
- Z. a. anderssoni – południowo-wschodnią Demokratyczną Republikę Konga, południowo-zachodnią Tanzanię, zachodnie Malawi, zachodni Mozambik, południową i południowo-wschodnią Angolę, północną Namibię, północną i północno-wschodnią Botswanę, Zimbabwe i północną część Południowej Afryki w prowincji Limpopo.
- Z. a. tongensis – równiny południowo-wschodniego Zimbabwe, południowego Mozambiku i północno-wschodniej Republiki Południowej Afryki (północno-wschodnia część prowincji KwaZulu-Natal).
- Z. a. stierlingi – górzyste tereny we wschodniej Zambii, południowej i wschodniej Tanzanii, Malawi oraz w północnym i północno-zachodnim Mozambiku[7].

## Ekologia
Gatunek ptaka, który zamieszkuje bardzo zróżnicowane habitaty: lasy tropikalne, otwarte lasy pierwotne, polany leśne, lasy bagienne, brzegi rzek i strumieni, sawanny, grunty uprawne, ogrody, parki, bulwary i plantacje. Najczęściej występuje w górach na wysokościach od około 1100 m n.p.m. W górnych partiach zasięgu występuje na wysokościach do 3400 m n.p.m., głównie na wrzosowiskach. W południowej części zasięgu spotykany jest także na nizinach. Jest zasadniczo gatunkiem osiadłym, poza sezonem lęgowym może się lokalnie przemieszczać, np. w Zimbabwe częściej spotykany jest okresie zimowym (zwłaszcza w lipcu).
Dieta tego gatunku składa się z niewielkich stawonogów, głównie owadów, m.in. mszyc (Aphidoidea), motyli (Lepidoptera), termitów (Isoptera), muchówek (Diptera), oraz nektaru (np. eukaliptusów czy Grevillea robusta), soku dzikich i uprawnych owoców, czasami zjada niewielkie nasiona. Żeruje w stadach 4–10 osobników, sporadycznie w większych, dochodzących do 50 osobników, a także w stadach mieszanych m.in. z dzierzbowikiem (Nilaus afer) czy popielatką żółtogardłą (Eremomela scotops).

### Rozmnażanie
Sezon lęgowy przypada głównie od września do października w zachodniej, środkowej i południowej części zasięgu, zaś w części wschodniej od września do marca, ale głównie zależy od obszaru występowania i istniejącego tam klimatu i w zasadzie obejmuje cały rok. Gniazdo budowane jest przez oboje rodziców w postaci niewielkiej otwartej miseczki z cienkich pasków kory, trawy i gałązek, które są posklejane pajęczyną. Gniazdo jest zawieszone pomiędzy gałązkami krzewów lub niskich drzew, w rozwidleniu gałązek lub przyczepione do liści za pomocą kokonów pajęczych na wysokości od 1 do 3,5 m nad ziemią. W lęgu 1–4 białe, niebieskawe lub niebieskawozielone jaja o wymiarach 15,3 na 11,7 mm. Inkubowane przez oboje rodziców przez okres 11 dni; pisklęta po wykluciu przebywają w gnieździe przez 14 dni i są karmione przez oboje rodziców. W gniazdach tego gatunku składają jaja pasożyty lęgowe – kukułeczka białobrzucha (Chrysococcyx klaas) i miodowodzik szarogłowy (Prodotiscus zambesiae).

## Status zagrożenia
W Czerwonej księdze gatunków zagrożonych Międzynarodowej Unii Ochrony Przyrody szlarnik zielonoboczny nie jest klasyfikowany jako osobny gatunek (jest włączany do Zosterops senegalensis). Liczebność populacji nie została oszacowana, ale gatunek ten jest pospolity w dużej części obszarów jego występowania.